# Home Alone 3
Home Alone 3 is een Amerikaanse komediefilm uit 1997 van Raja Gosnell. Het is een vervolg op Home Alone en Home Alone 2: Lost in New York waarbij de verhaallijn en de acteurs totaal anders zijn. Ook deze keer schreef John Hughes het script. De hoofdrol is voor Alex D. Linz.
De film wordt als een goedkope kaskraker gezien, die totaal niet aansluit bij de voorgaande films. De enige overeenkomst is een jongen die alleen thuis blijft en te maken krijgt met inbrekers. Verder is de film weer opgenomen in Chicago en woont de jongen in een groot huis. Toch was filmcriticus Roger Ebert enthousiaster over deze film dan over zijn voorgangers. De fans waren veelal teleurgesteld omdat Macaulay Culkin (inmiddels 17 in die tijd) niet in de film voorkwam.
Een mogelijke verklaring voor de kritieken is te vinden in het feit dat Chris Columbus de film niet regisseerde, terwijl hij dit wel deed bij de eerste twee films. Met deze film lijkt het erop dat de Home Alone-serie een B-status heeft gekregen.
In de Verenigde Staten had de film een opbrengst van $30.882.515. De opbrengsten in het buitenland bedroegen $48.200.000 waarmee de film wereldwijd $79.082.515 heeft opgebracht.

## Verhaal
Vier spionnen worden ingehuurd door een Noord-Koreaanse terroristische organisatie om een microchip te stelen die raketten kan besturen. Het verkrijgen van de chip verloopt vlekkeloos en om langs de luchthavenbeveiliging te komen besluiten ze hem in een op afstand bestuurde speelgoedauto te stoppen. Per toeval worden er tassen verwisseld, waardoor Mevr. Hess, de buurvrouw van Alex, de speelgoedauto meeneemt. De vier spionnen komen er uiteindelijk achter in welke buurt ze woont, maar in welk huis is onbekend. Ze nemen zich voor in ieder huis een kijkje te gaan nemen door overdag in te gaan breken. Immers dan zijn alle mensen naar hun werk... Op één persoon na: Alex, die waterpokken heeft en schoolziek is, houdt de hele buurt goed in de gaten...
Nadat Alex een inbreker heeft gezien in een huis even verderop, belt hij de politie. Volgens de politie was er niemand thuis. Alex, teleurgesteld en boos over het feit dat niemand hem gelooft, geeft de moed niet op. De volgende dag belt hij weer naar de politie als hij door zijn telescoop verdachte dingen heeft gezien. Ook deze keer blijkt er - volgens de politie - niets aan de hand te zijn. De moeder van Alex, die druk bezig is met haar werk en continu wordt opgeroepen, is boos op hem en vindt dat Alex in bed moet gaan liggen. Hier moet hij niets van weten: als niemand hem gelooft, zal hij het moeten bewijzen. De bestuurbare auto (met de chip erin) gebruikt hij om door de buurt te rijden. Met een camera erop kan hij alles vastleggen. Het dreigt echter mis te gaan als de auto een slip maakt en de spionnen de auto in handen krijgen. Uiteindelijk weet Alex met de auto te ontkomen, maar bij thuiskomst ziet hij dat het bandje eruit is gehaald. Inmiddels weten de vier spionnen waar ze de chip kunnen vinden en bereiden ze een inbraak voor. Alex regelt thuis dat zijn moeder rustig gaat werken en dat hij zich wel redt. Zijn moeder heeft uit voorzorg toch even Mevr. Hess geïnformeerd en gevraagd of zij even langs kan komen. Dit komt Alex niet goed uit, omdat hij de spionnen verwacht. Mevr. Hess krijgt niet eens de mogelijkheid langs te komen omdat ze door twee van hen in haar garage wordt vastgebonden.
Ondertussen gaat Jernigan, die nog wat te zeggen heeft over kinderen die nog al eens in hun broek plassen, op een metalen stoel zitten waar Alex een transformator op heeft aangesloten. Hierdoor krijgt hij een elektrische schok die hem na een tiental schokkende seconden tegen de muur lanceert.
Unger loopt in minachting naar het hek toe waarmee Alex de tuin heeft afgesloten. Het is een hekje van rood draad dat Alex eerder direct op het stopcontact heeft aangesloten. Lachend zegt hij hoe het hem eraan herinnert hoe stom kinderen zijn: hij biedt hierbij geen enkele aandacht aan het waarschuwingsbordje op het hek. Hij denkt er makkelijk voorbij te kunnen komen door het door te knippen met een metalen tangetje, maar komt hierbij onder stroom te staan. Zo'n 30 seconden lang moet hij gillend aanvoelen hoe hij onder spanning komt te staan, zonder dat hij los kan laten. Als zijn hand uiteindelijk losschiet van het tangetje en hij denkt dat het eindelijk voorbij is, is er inmiddels een gat in zijn broek gebrand en rookt hij behoorlijk. Vervolgens explodeert een van de kogels die hij aan zijn riem heeft zitten als een soort vuurscheet.
Ook al betreurt zijn collega Beaupre zijn amateuristische vertoon, hij probeert gewoon toch het huis in te komen. Na meerdere bespottelijke mislukkingen om het huis te betreden lukt het hem eindelijk toch.
Alex' moeder, vader, broer en zus zijn inmiddels gealarmeerd en hebben te horen gekregen dat Alex met gevaarlijke mensen te maken heeft. De politie is inmiddels op weg naar het huis toe met de familie van Alex. Die heeft inmiddels de boeven zodanig toegetakeld met zijn vallen, dat ze gemakkelijk kunnen worden gearresteerd. Trots en vol blijdschap omarmt Alex' moeder haar zoon en zelfs zijn broer en zus zijn blij dat hun broertje niets is overkomen. Ook Mevr. Hess is inmiddels door Alex bevrijd en ziet nu in wat voor lieve jongen het is. Tot slot maakt de beloning die Alex voor het vangen van de spionnen heeft gekregen ook veel goed...

## Rolverdeling
| Acteur             | Personage       | Opmerkingen |
| ------------------ | --------------- | --- |
| Hoofdrollen        |                 | |
| Alex D. Linz       | Alex Pruitt     | Alex is een acht jaar oude jongen die alleen thuis moet blijven omdat hij ziek is: hij heeft waterpokken. Hij woont in een groot huis in een buitenwijk van Chicago en heeft een rat die Doris heet. |
| Olek Krupa         | Peter Beaupre   | Peter is de leider van de groep en wordt al zeven jaar door de politie gezocht. |
| Rya Kihlstedt      | Alice Ribbons   | Alice is een van de dieven en de enige vrouw in de groep. |
| Lenny Von Dohlen   | Burton Jernigan | Burton is een van de dieven en heeft het meeste verstand van computers en andere technische dingen.                                                                                                  |
| David Thornton     | Earl Unger      | Earl is een van de dieven. |
| Bijrollen          |                 | |
| Haviland Morris    | Karen Pruitt    | Karen is de moeder van Alex. Ze vindt het vervelend hem alleen te moeten laten, maar ze heeft geen keuze, omdat haar baas haar nodig heeft op het werk.                                              |
| Marian Seldes      | Mrs. Hess       | Mrs. Hess is de buurvrouw van Alex. In het begin kunnen Alex en zij moeilijk met elkaar omgaan, maar dat verandert aan het einde van de film.                                                        |
| Scarlett Johansson | Molly Pruitt    | Molly is de zus van Alex. |

## Nominaties

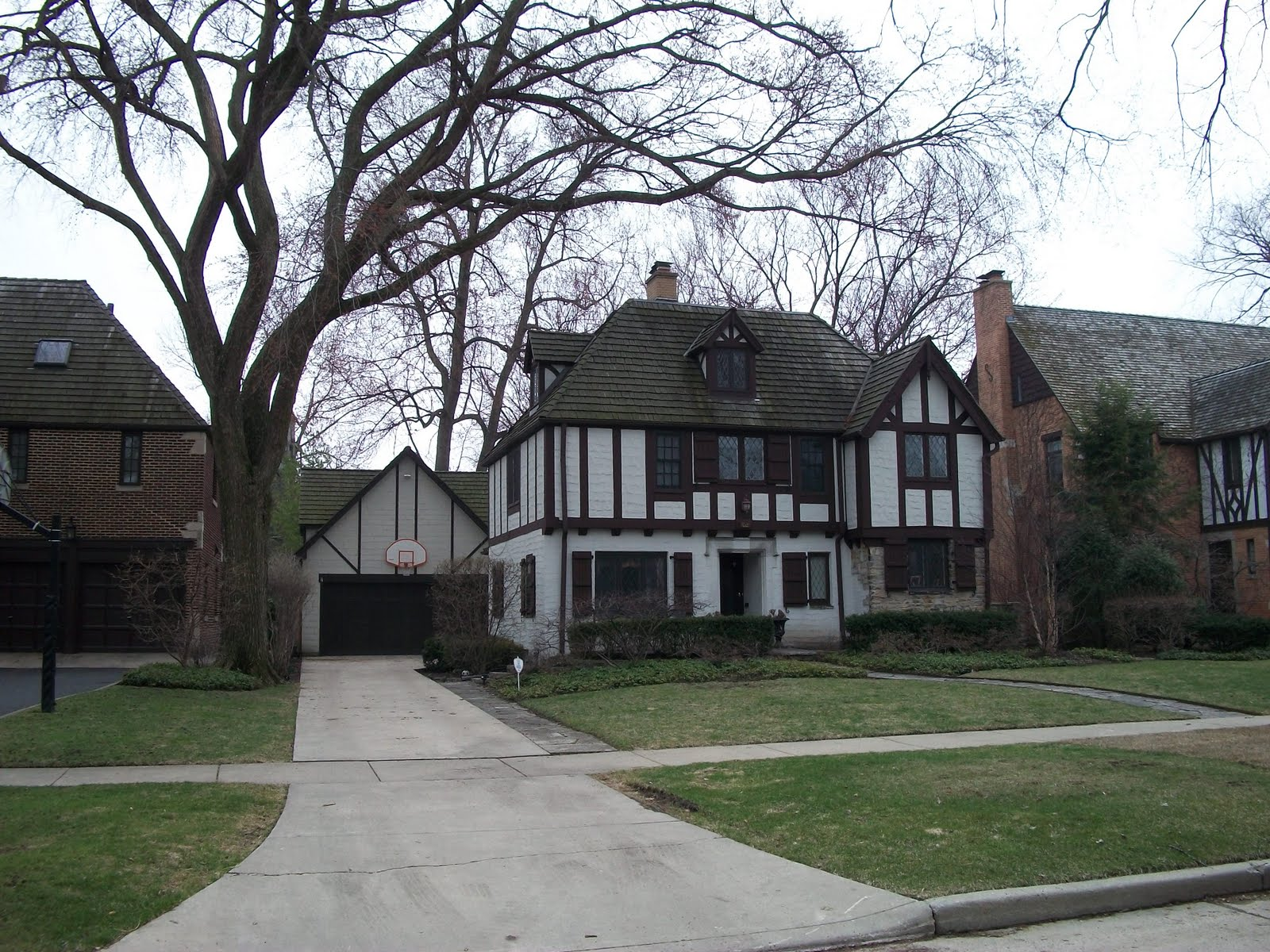
Het huis van Home Alone 3 waar de opnames werden gemaakt.

In 1998 is de film drie keer genomineerd:
Positieve nominaties
- Young Star Award: Beste performance van een jonge acteur in een komische film: Alex D. Linz
- Young Artist Award: Beste performance van een jonge acteur (van onder de tien jaar): Alex D. Linz

Negatieve nominatie
- Golden Raspberry Award: Slechtste vervolg van een filmserie

## Trivia
- Het oorspronkelijke idee was om Macaulay Culkin weer de hoofdrol te laten spelen, net als in de twee voorgaande films. In Home Alone 3 zou hij dan, nu enkele jaren ouder, op zijn kleine neefje gaan passen.
- In tegenstelling tot de andere twee Home Alone-films speelt deze niet tijdens kerst. Jernigan heeft het namelijk over 8 januari als hij iets aan de taxichauffeur probeert uit te leggen.